# Dharmská iniciativa
Dharmská iniciativa (také Dharmová iniciativa nebo nadace Dharma) je fiktivní organizace, která se objevuje v seriálu Ztraceni.
Organizace byla založena v roce 1970. Dharmská iniciativa pomocí první stanice Dharmy, postavené pod kostelem v Los Angeles, našla ostrov, na kterém později vybudovala centrum Dharmské iniciativy. Dharma si vybrala tento ostrov pro zvláštní vlastnosti elektromagnetismu na ostrově. Dharmská iniciativa na ostrově vybudovala kasárny (pro lidi pracující pro Dharmskou iniciativu), několik výzkumných stanic (Labuť, Perla, Hydra, Plamen, Šíp, Zrcadlo) s instruktážními filmy pro zaměstnance Dharmské iniciativy, aby mohla zkoumat vědecké obory meteorologie, psychologie, parapsychologie, zoologie, elektromagnetismu a utopických společenských věd, dále molo pro ponorku pomoci, které přivážela lidi na ostrov a sonický plot, který je měl ochránit před zdejší faunou a hlavně před nevraživci, tj. před původními obyvateli ostrova.